# Izrael a 2024. évi téli ifjúsági olimpiai játékokon
Izrael a dél-koreai Kangvonban megrendezett 2024. évi téli ifjúsági olimpiai játékok egyik részt vevő nemzete volt. Az ország a játékokon 1 sportágban (műkorcsolyában) 1 lány sportolóval képviseltette magát.

## Műkorcsolya

### Lány
| Versenyző      | Versenyszám | Rövid program | Rövid program | Kűr    | Kűr   | Összesítés | Összesítés |
| Versenyző      | Versenyszám | Pont          | Hely.         | Pont   | Hely. | Pont       | Helyezés   |
| -------------- | ----------- | ------------- | ------------- | ------ | ----- | ---------- | ---------- |
| Sophia Shifrin | Lány egyéni | 49,54         | 12.           | 103,00 | 10.   | 152,54     | 12.        |